# Ardonea morio
Ardonea morio là một loài bướm đêm thuộc phân họ Arctiinae, họ Erebidae.